# Napoleon: Total War
A Napoloen: Total War egy körökre osztott és valós idejű stratégiai játék, a The Creative Assembly fejlesztésében, a Sega által kiadva. A játék a hatodik önálló darabja a cég által kiadott Total War-sorozatnak, elődeihez hasonlóan elsősorban a politikára és a hadjáratokra összpontosít, ezúttal a napóleoni háborúk idején. A játékos választhat Franciaország, valamint a koalíció hatalmai (Nagy-Britannia, Ausztria, Poroszország, Oroszország) közül. Mint az Empire: Total War esetében is, beépítettek egy külön kampányt is, melyben I. Napóleon felemelkedése követhető nyomon.

## Áttekintés

### Választható nemzetek
- Franciaország
- Nagy-Britannia
- Ausztria
- Oroszország
- Poroszország